# Гюнтер Яух
Ґюнтер Яух (нім. Günther Jauch; 13 липня 1956, Мюнстер, Вестфалія) — німецький телеведучий, журналіст і продюсер.
Найбільшу популярність Яух отримав як ведучий телегри "Wer wird Millionär?" ("Хто стане мільйонером?"; національна версія франшизи «Who Wants to Be a Millionaire?»). На німецькому каналі RTL у він беззмінно веде її з 3 вересня 1999 року.

## Біографія
Гюнтер Яух народився 13 липня 1956 року в гамбурзькій родині журналіста Ернста-Альфреда Яуха. Він -старший син Ернста-Альфреда. Виріс в Берліні в районі Ліхтерфельде -Вест. Яух відвідував католицьку початкову школу Св. Урсули в Зелендорфі та початкову школу Клеменса-Брентано в Ліхтерфельді в Берліні. У шкільні роки він сім років був допомагав на службі в парафії Святої Родини в Ліхтерфельді. Закінчивши середню школу в місті Стегліц, Берлін, він почав вивчати право в Берліні. Паралельно подав заявку до Німецької школи журналістики (DJS) у Мюнхені. У 1975 році він залишив юридичну школу і перейшов до школи журналістики, яку закінчив через два роки. 1990-х років Гюнтер Яух проживає зі своєю сім'єю біля Святого озера в Потсдамі.

## Журналістська діяльність
Гюнтер Яух був спортивним ведучим на Баварському радіо і одночасно вивчав політику та новітню історію в університеті в Мюнхені. Через два роки відмовився від навчання, оскільки нові обов'язки не дали йому достатньо часу для цього. З 1985 по 1989 рік Яуш модерував радіошоу B3 разом з Томасом Готчалком. Дует став відомий завдяки взаємним насмішкам, які завжди відбувалися незадовго до 16:00, коли Яуч зайшов у студію і розказав про те, хто мав «кращих» (найвищого класу) гостей. Гості Геттшалка приїжджали більше від шоу-бізнесу, а гості Яуха — більше від політики. Яух перейшов на телебачення у віці 29 років. У 1982/1983 роках він був репортером для загадкового польоту для SDR або модерованих програм, таких як «Живий з Алабами» для Баварського радіо, а з 1986 року для програми ZDF So a Zoff, і в тому ж році він був частиною дорадчої команди програми «Провести правду». З 1987 по 1989 рр. Він модерував шоу Na see !. У 1988 році він вперше створив сучасну спортивну студію, до 1996 року він також представив щорічний огляд ZDF Menschen і разом з Томасом Готшальком велике шоу вісімдесятих. У 1990 році він підписав контракт з RTL. З 4 квітня 1990 року до його прощального шоу 5 січня 2011 року він модерував телевізійний журнал stern TV, який транслювався RTL 891 разів. Тоді шоу викликало потрясіння, серед іншого, через трансляцію фальшивих статей журналіста Майкла Борна. Гюнтер Яух був головним редактором.